# Джордан, Эдди
Эдмунд (Эдди) Джордан (англ. Edmund «Eddie» Jordan; 30 марта 1948, Дублин — 20 марта 2025, Кейптаун) — основатель и владелец команды «Джордан» в «Формуле-1». Выступал в различных гоночных сериях, такие как «Формула-Форд», «Формула-3» и другие. Принимал участие в гонке «24 часа Ле-Мана» в 1981 году.

## Биография
Родился в Ирландии в 1948 году, вырос в городе Брей, графство Уиклоу.

### Автогоночная карьера
После возвращения в Дублин купил карт и начал принимать участие в гонках. Его первая гонка состоялась в Бухте Буле на острове Джерси в 1970 году. В 1971 году принял участие в Ирландском чемпионате по автогонкам на картах и выиграл его.

### Формула-1
Джордан основал свою команду в 1991 году. Наиболее успешным сезоном в Формуле-1 для его команды стал 1999 год: Хайнц-Харальд Френтцен, одержав за год две победы, занял третье место в личном зачёте пилотов, а вместе со своим напарником, Деймоном Хиллом, они принесли третье место команде в кубке конструкторов. С 2001 года в команде начался кризис, и в итоге в 2005 году она была продана российской компании Midland.

## Другие интересы
В начале 2025 года Эдди Джордан купил регбийный клуб «Лондон Айриш», намереваясь вернуть команду в большое регби, поскольку её исключили из Премьершипа после сезона-2022/2023.

## Личная жизнь
Умер 20 марта 2025 года в Кейптауне в окружении семьи в возрасте 76 лет.

## Награды
В 2012 году Эдди Джордану был пожалован статус офицера ордена Британской империи.